# 聚甲醛

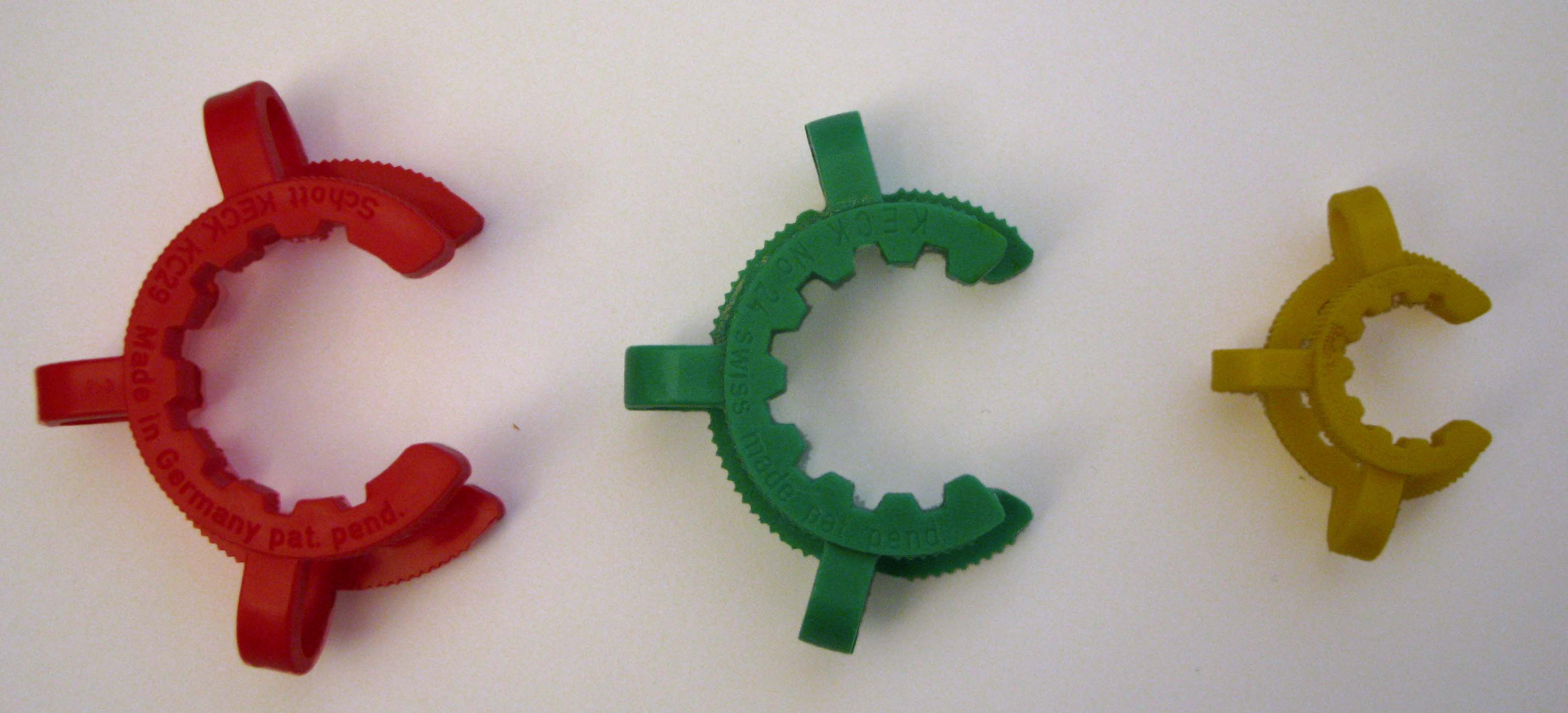
聚甲醛制造的磨口玻璃接头

聚甲醛（英語：Polyoxymethylene，简称POM），又称聚氧化亚甲基、聚缩醛、賽鋼，是一种在工程中使用的热塑性塑料，适用于高刚性，低摩擦和优异的尺寸稳定性的场合。
聚甲醛典型的注塑成型应用包括高性能工程部件，例如小齿轮、紧固件、刀柄、锁定器等。该材料被广泛使用在汽车和消费电子产业。 M16突击步枪的某些部件也是用它制成。

## 发展
POM最先是由德国化学家，1953年诺贝尔化学奖获得者赫尔曼·施陶丁格发现的。他在
1920年代研究高分子时发现了POM的结构与聚合过程。但是由于热稳定性的问题，POM当时并未实现商业化。
在1952年，杜邦公司的化学家合成了另一种POM，并且在1956年为其均聚物申请了专利。杜邦公司将作为高分子量POM专利发明人。和他同事的专利描述了端基为半缩醛（~O–CH2OH）的高分子量POM的制备方法。但是由于缺乏足够的热稳定性，这种POM还是不能够商用。具备热稳定性也意味着可以商用的POM是由发明的，他发现用乙酸酐对POM进行端基处理可以将容易解聚的半缩醛转变成热为稳定的，可以融化的塑料。

## 性质
POM 的特点是在−40 ℃时仍具有良好的强度、硬度和刚性。由于 POM 是高结晶度的化合物，所以它本质上是不透明的白色，但是可以制成其他的颜色。POM 的密度在 1.410–1.420 g/cm³。
POM 的均聚物是一种半结晶聚合物（结晶度75–85%），熔点为175℃。POM 的共聚物的熔点稍低，约为162–173℃。
POM 是一种坚硬但摩擦系数很低物质。但是它很容易在酸的催化下发生聚合物降解反应。POM 的均聚物和共聚物都有通过封端引入的抗解聚的连末端组。对于共聚物来说，第二单元通常是C2（乙二醇）或C4（1,4-丁二醇）单元。这些单元的氧链使用了醚键代替了缩醛基，从而更加稳定不易水解。POM 对氧化剂敏感，因此通常加入抗氧化剂以提升材料等级。
POM 的优点：
- 耐磨性高
- 摩擦系数低
- 耐热性高
- 良好的电气和介电性能
- 吸水率低

POM燃烧的火焰呈淡蓝色，且只有很少或没有烟雾，这种火焰在自然光下几乎不可见，因此在其防火对策中需要特别注意。

## 生产过程
不同的生产工艺可以制造出不同种类的均聚甲醛和共聚甲醛。
均聚甲醛
要制造均聚甲醛，首先要制造无水甲醛。主要方法是首先通过水合甲醛（甲二醇，HCH(OH)2）与乙醇的反应生成甲醛缩（二乙氧基甲烷，CH2(OC2H5)2），再将甲缩醛与水的混合物通过萃取或真空蒸馏的方法脱水，然后通过加热甲缩醛的方式释放其中的甲醛。此时甲醛在阴离子催化下开始聚合，然后通过乙酸酐进行封端处理，得到稳定的均聚甲醛。本方法最典型的例子是杜邦公司生产的特灵（Delrin）。
共聚甲醛
要制造共聚甲醛，首先要把甲醛转化为三氧杂环已烷（特别是1,3,5-三氧杂环己烷，又称三聚甲醛）

## 引用
1. ↑  http://uk.news.dupont.com/site/contenu.asp?idtri=624&idcontenu=56221%5B%5D
2. ↑  US 2768994
3. ↑  US 2998409
4. ↑  Ticona MSDS for Hostaform <http://tools.ticona.com/tools/mcbasei/product-tools.php?sPolymer=POM&sProduct=HOSTAFORM/Celcon 的存檔，存档日期2011-05-12.
5. ↑  Verleye, Guénaëlle A. L.; Roeges, Noel P. G.; Moor, Marc O. De. . Shawbury, Shrewsbury: iSmithers Rapra Publishing. 2001: 34. ISBN 978-1-85957-268-9 （英语）.

http://www.croberts.com/Polymer-water-pipe-fitting-failures.htm （页面存档备份，存于）